# Opstand in het getto van Warschau

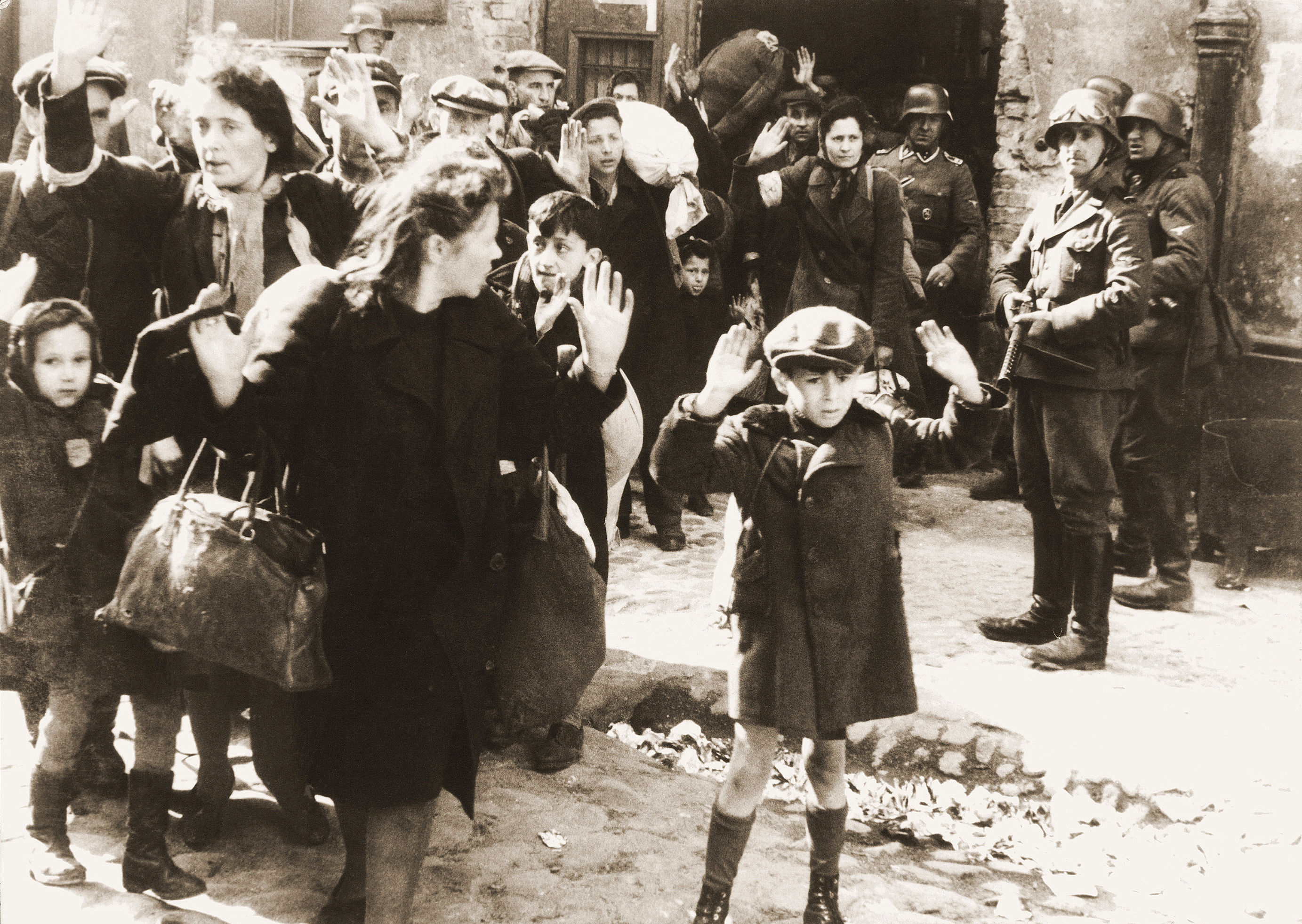
Joden worden gearresteerd tijdens de opstand

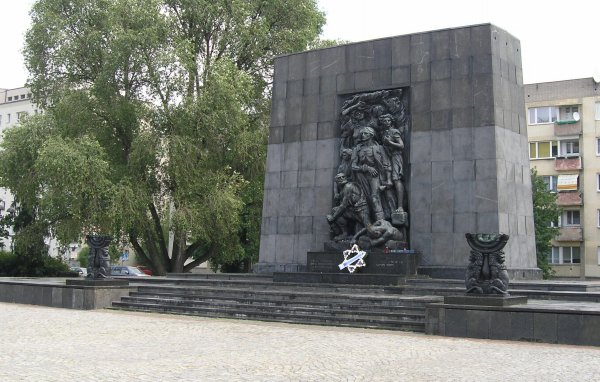
Het Helden van het Getto-monument, Warschau van Nathan Rapoport

De opstand in het getto van Warschau (Jiddisch: אױפֿשטאַנד אין װאַרשעװער געטאָ; Pools: Powstanie w getcie warszawskim; Duits: Aufstand im Warschauer Ghetto) was een Joodse opstand in het getto van Warschau, Polen, tegen de Duitse bezetters tijdens de Tweede Wereldoorlog. De opstand vond plaats van 19 april 1943 tot 16 mei 1943, toen ze bloedig werd neergeslagen door Duitse militairen onder leiding van SS-Gruppenführer Jürgen Stroop. Een prelude tot de opstand vond plaats op 18 januari 1943 toen de getto-bewoners gewapende aanvallen uitvoerden tegen de Duitsers.

## Voorgeschiedenis
In 1940 begonnen de nazi's met het concentreren van de ruim 3 miljoen Poolse Joden in enkele uitermate overbevolkte getto's in verschillende Poolse steden. Het grootste getto bevond zich in Warschau, waar in aanvang 380.000 Joden bijeengedreven werden in de oude Joodse wijk van de stad, waar voor de oorlog ongeveer 100.000 mensen woonden. In totaal zouden tussen de 450.000 tot 560.000 Joden op enig moment in het getto wonen (de schattingen lopen uiteen). Het getto werd met een ruim 3 meter hoge muur en prikkeldraad compleet afgesloten van de buitenwereld. Duizenden Joden waren al omgekomen door uithongering, ziektes en willekeurige executies voordat de nazi's met massale deportaties naar het vernietigingskamp Treblinka begonnen. Binnen 52 dagen, tot 12 september 1942, werden ongeveer 300.000 bewoners van het getto de dood in gestuurd, via de Umschlagplatz (Duitse naam voor een treinstation ten noorden van het getto). Toen de deportaties begonnen, kwamen de leiders van het Joodse verzet bij elkaar, maar besloten om geen actie te ondernemen, want ze verkeerden in de veronderstelling dat de Joden naar werkkampen werden gestuurd. Eind 1942 werd het hen echter duidelijk, dat het om deportaties naar vernietigingskampen ging. Daarop besloten de overgebleven 40.000 tot 50.000 Joden in het getto zich te gaan verzetten.

## De opstand
Op 18 januari 1943 vond het eerste gevecht plaats toen de Duitsers de tweede golf van deportaties begonnen. De Joodse strijders verzetten zich hevig en behaalden een belangrijke overwinning: de deportaties stopten na vier dagen en de Joodse gevechtsorganisaties Żydowska Organizacja Bojowa (Joodse Gevechtsorganisatie, afgekort als ŻOB) en Żydowski Związek Wojskowy (Joodse Strijdersbond, afgekort als ŻZW) namen de controle in het getto over. Zij bouwden tientallen gevechtsstellingen op en Joodse collaborateurs werden door hen zonder pardon gedood.
Gedurende drie maanden bereidden de bewoners van het getto zich voor op het beslissende gevecht, waarvan zij er zich bewust van waren dat het ook het laatste gevecht zou zijn. Honderden ondergrondse bunkers werden gebouwd onder de huizen, aangesloten op het water- en elektriciteitsnet en vaak met elkaar verbonden middels het riolenstelsel. Sommige bunkers hadden ook tunnels die naar buiten het getto leiden. De gefrustreerde Duitsers voerden ondertussen versterkingen aan, maar wachtten verder af buiten het getto.
Steun van buiten het getto was beperkt. Leden van het Poolse Armia Krajowa-verzetsleger (AK) en de kleinere, communistische Gwardia Ludowa voerden sporadisch aanvallen uit op Duitse wachtposten rondom het getto. Een beperkte hoeveelheid wapens afkomstig van het AK werd het getto binnengesmokkeld. De Joodse gevechtsorganisaties probeerden ook nog wapens op de zwarte markt te kopen tegen woekerprijzen. Eén eenheid van het AK vocht voor korte tijd binnen de getto-muren samen met de Joodse gevechtsorganisaties. Het AK probeerde ook nog 2 keer de getto-muur op te blazen, echter zonder succes.
Het finale gevecht begon op de vooravond van Pesach op 19 april 1943. De Duitsers, onder leiding van SS-Gruppenführer Jürgen Stroop, kwamen met zwaar materieel het getto binnen. Ze werden onthaald op een barrage van geweervuur, granaten en molotov-cocktails vanuit geprepareerde hinderlaagposities verspreid over het getto. Vervolgens begonnen de nazi's met artilleriebeschietingen en het systematisch platbranden van elk huis in het getto. Alle opgepakte Joden werden ter plekke geëxecuteerd. Binnen korte tijd stond het grootste deel van het getto in brand. De Joodse strijders konden zich nog moeilijk verplaatsen en beperkten zich tot het verdedigen van bolwerken. Georganiseerd verzet konden zij niet meer uitvoeren na 23 april, maar individuele acties vonden plaats tot 16 mei. Op 8 mei sneuvelden de leider van de opstand, Mordechaj Anielewicz (die commandant was van de ŻOB) en zijn medestrijders in een der laatste bunkers (op het adres Mila 18), toen zij zelfmoord pleegden om Duitse gevangenneming te ontlopen. De ŻOB was de verzetsgroep die gelieerd was aan de socialistische "Bund" Joodse Arbeidersbond, terwijl de getalsmatig even grote ŻZW voornamelijk uit Joden bestond die in het Poolse leger hadden gediend in 1939 en politiek gezien als 'rechts' omschreven konden worden. Beide waren zionistisch van aard.
Na de opstand werd het hele getto letterlijk met de grond gelijk gemaakt. Een groot deel van het centrum van Warschau bestond eenvoudigweg niet meer. De Duitsers creëerden in de ruïnes een concentratiekamp (Gesia) en gevangenis (Pawiak) waar veel massa-executies zouden plaatsvinden. Tijdens de latere opstand van Warschau wist het AK beide gevangenissen te bevrijden, waarbij 380 Joodse gevangen werden gered die zich vervolgens aansloten bij het AK.
Tijdens de opstand sneuvelden ongeveer 7000 Joodse opstandelingen. Ruim 6000 kwamen om toen ze verbrand of vergast werden in hun ondergrondse bunkers. De overige 40.000 Joden werden naar het vernietigingskamp Treblinka gestuurd.

## Relatie met de opstand van Warschau van 1944
De opstand in het getto van Warschau van 1943 wordt soms verward met de opstand van Warschau van 1944. De twee opstanden verschilden echter in doelstelling en omvang. De eerste, in het getto, was een keuze om vechtend de dood in te gaan, met een geringe kans om te overleven, in plaats van een zekere dood in het vernietigingskamp. De tweede was een gecoördineerde actie die onderdeel was van een grote, landelijke opstand (Operatie Storm) met als doel Polen te bevrijden. Toch zijn er bepaalde connecties: ongeveer 1000 strijders uit het getto zouden een jaar later deelnemen aan de opstand van Warschau. De wreedheid van de nazi-troepen en speciale eenheden van de SS (gerekruteerd door Oskar Dirlewanger uit zware Duitse gevangenen) was vergelijkbaar. Ten slotte was de Joodse opstand een van de inspiratiebronnen voor de Poolse opstandelingen in 1944.

## Herinnering in Israël
Een groep overlevenden van de getto-opstand, bekend als de Getto-strijders zouden later de kibboets Lohamei HaGetaot in Israël oprichten. In 1984 publiceerden leden van de kibboets Dapei Edut (Overlevingsgetuigenissen, onder redactie van Zvika Dror), vier boeken met persoonlijke getuigenissen van 96 leden van de Lohamei HaGetaot-kibboets. De kibboets is ten noorden van Akko gevestigd en herbergt een museum en archieven met betrekking tot de Holocaust.

## Media
- In 2001 maakte regisseur Jon Avnet de miniserie Uprising, die ruim drie uur duurt. De miniserie, gebaseerd op de herinneringen van Simha Rotem, die als verzetsstrijder en koerier onder de schuilnaam Kazik een belangrijke rol speelde in de opstand, werd op dvd uitgebracht.
- In de film The Pianist van Roman Polański is de Pools-Joodse pianist Władysław Szpilman, gespeeld door Adrien Brody, ondergedoken vlak buiten het getto en vanuit zijn slaapkamerraam getuige van de opstand.